# Campionati asiatici di atletica leggera 2019
I XXIII campionati asiatici di atletica leggera si sono svolti a Doha, in Qatar, dal 21 al 24 aprile 2019 presso lo stadio internazionale Khalifa. Gli atleti hanno gareggiato in 43 specialità: 21 maschili, 21 femminili e una mista.

## Nazioni partecipanti
Prendono parte a questi campionati 42 paesi membri della Asian Athletics Association. 
- Arabia Saudita (9)
- Bahrein (28)
- Bangladesh (5)
- Bhutan (2)
- Brunei (1)
- Cambogia (2)
- Cina (84)
- Corea del Nord (2)
- Corea del Sud (22)
- Filippine (13)
- Hong Kong (17)
- India (38)
- Indonesia (9)
- Iran (16)

- Iraq (9)
- Giappone (74)
- Giordania (4)
- Kazakistan (24)
- Kirghizistan (11)
- Kuwait (18)
- Laos (3)
- Libano (4)
- Macao (5)
- Malaysia (9)
- Maldive (7)
- Birmania (1)
- Nepal (2)
- Oman (9)

- Pakistan (5)
- Palestina (4)
- Qatar (33)
- Singapore (15)
- Siria (2)
- Sri Lanka (15)
- Taipei cinese (22)
- Tagikistan (6)
- Thailandia (23)
- Timor Est (2)
- Turkmenistan (5)
- Uzbekistan (15)
- Vietnam (12)
- Yemen (8)

## Risultati

### Uomini
| Specialità | Oro                                                                           | Prestazione | Argento                                                            | Prestazione | Bronzo                                                                              | Prestazione |
| Corse piane |                                                                               |             |                                                                    |             |                                                                                     |             |
| 100 m piani | Yoshihide Kiryū                                                               | 10"10       | Lalu Muhammad Zohri                                                | 10"13       | Wu Zhiqiang                                                                         | 10"18       |
| 200 m piani | Xie Zhenye                                                                    | 20"33       | Yuki Koike                                                         | 20"55       | Yaqoob Eid Salem                                                                    | 20"84       |
| 400 m piani | Yousef Karam                                                                  | 44"84       | Abbas Abubakar Abbas                                               | 45"15       | Mikhail Litvin                                                                      | 45"25       |
| 800 m piani | Abubaker Haydar Abdalla                                                       | 1'44"33     | Ebrahim Al-Zofairi                                                 | 1'46"88     | Jamal Hairane                                                                       | 1'47"27     |
| 1 500 m piani | Abraham Rotich                                                                | 3'42"85     | Ajay Kumar Saroj                                                   | 3'43"18     | Adam Ali Mousab                                                                     | 3'43"18     |
| 5 000 m piani | Birhanu Balew                                                                 | 13'37"42    | Albert Rop                                                         | 13'37"57    | Hiroki Matsueda                                                                     | 13'45"44    |
| 10 000 m piani | Dawit Fikadu                                                                  | 28'26"30    | Hassan Chani                                                       | 28'31"30    | Gavit Murli Kumar                                                                   | 28'38"34    |
| Corse a ostacoli |                                                                               |             |                                                                    |             |                                                                                     |             |
| 110 m ostacoli | Xie Wenjun                                                                    | 13"21       | Yaqoub Al-Youha                                                    | 13"35       | Chen Kuei-Ru                                                                        | 13"39 =     |
| 400 m ostacoli | Abderrahman Samba                                                             | 47"51       | Chen Chieh                                                         | 48"92       | Jabir Madari Palliyalil                                                             | 49"13       |
| 3 000 m siepi | John Kibet Koech                                                              | 8'25"87     | Avinash Sable                                                      | 8'30"19     | Kazuya Shiojiri                                                                     | 8'32"25     |
| Salti |                                                                               |             |                                                                    |             |                                                                                     |             |
| Salto con l'asta | Ernest John Obiena                                                            | 5,71 m      | Zhang Wei                                                          | 5,66 m      | Huang Bokai                                                                         | 5,66 m      |
| Salto in alto | Majd Eddin Ghazal                                                             | 2,31 m =    | Takashi Eto                                                        | 2,29 m      | Naoto Tobe                                                                          | 2,26 m      |
| Salto in lungo | Yuki Hashioka                                                                 | 8,22 m =    | Zhang Yaoguang                                                     | 8,13 m      | Huang Changzhou                                                                     | 7,97 m      |
| Salto triplo | Ruslan Kurbanov                                                               | 16,93 m     | Zhu Yaming                                                         | 16,87 m     | Xu Xiaolong                                                                         | 16,81 m     |
| Lanci |                                                                               |             |                                                                    |             |                                                                                     |             |
| Getto del peso | Tajinderpal Singh Toor                                                        | 20,22 m     | Wu Jiaxing                                                         | 20,03 m     | Ivan Ivanov                                                                         | 19,09 m     |
| Lancio del disco | Ehsan Haddadi                                                                 | 65,95 m     | Behnam Shiri                                                       | 60,89 m     | Musaeb Al-Momani                                                                    | 58,27 m     |
| Lancio del martello | Dilshod Nazarov                                                               | 76,14 m     | Ashraf Amgad El-Seify                                              | 73,76 m     | Suhrob Khodjaev                                                                     | 72,85 m     |
| Lancio del giavellotto | Cheng Chao-Tsun                                                               | 86,72 m     | Shivpal Singh                                                      | 86,23 m     | Ryohei Arai                                                                         | 81,93 m     |
| Prove multiple |                                                                               |             |                                                                    |             |                                                                                     |             |
| Decathlon | Keisuke Ushiro                                                                | 7872 p.     | Majed Radhi Al-Sayed                                               | 7838 p.     | Akihiko Nakamura                                                                    | 7837 p.     |
| Staffette |                                                                               |             |                                                                    |             |                                                                                     |             |
| 4×100 m | Thailandia Ruttanapon Sowan Bandit Chuangchai Jirapong Meenapra Siripol Punpa | 38"99       | Taipei cinese Wei Yi-ching Wang Wei-hsu Yang Chun-han Lin Hung-min | 39"18       | Oman Mohammed Al-Balushi Barakat Al-Harthi Mohamed Obaid Al-Saadi Ammar Al-Saifi    | 39"36       |
| 4×400 m | Giappone Julian Walsh Kentarō Satō Rikuya Itō Kota Wakabayashi                | 3'02"94     | Cina Lu Zhiquan Wu Lei Yang Lei Wu Yuang                           | 3'03"55     | Qatar Ashraf Hussein Osman Abubaker Haydar Abdalla Bassem Hemeida Abderrahman Samba | 3'03"95     |
| record mondiale; record mondiale stagionale; record asiatico; record dei campionati; record nazionale; record personale; record personale stagionale. |                                                                               |             |                                                                    |             |                                                                                     |             |

### Donne
| Specialità | Oro                                                                         | Prestazione | Argento                                                                        | Prestazione | Bronzo                                                                   | Prestazione |
| Corse piane |                                                                             |             |                                                                                |             |                                                                          |             |
| 100 m piani | Olga Safronova                                                              | 11"17       | Liang Xiaojing                                                                 | 11"28       | Wei Yongli                                                               | 11"37       |
| 200 m piani | Salwa Eid Naser                                                             | 22"74       | Olga Safronova                                                                 | 22"87       | Dutee Chand                                                              | 23"24       |
| 400 m piani | Salwa Eid Naser                                                             | 51"34       | Elina Mikhina                                                                  | 53"19       | Machettira Raju Poovamma                                                 | 53"21       |
| 800 m piani | Wang Chunyu                                                                 | 2'02"96     | Margarita Mukasheva                                                            | 2'03"83     | Gayanthika Abeyratne                                                     | 2'05"74     |
| 1 500 m piani | Palakkeezhil Unnikrishnan Chitra                                            | 4'14"56     | Tigist Gashaw                                                                  | 4'14"81     | Winfred Yavi                                                             | 4'16"18     |
| 5 000 m piani | Winfred Mutile Yavi                                                         | 15'28"87    | Bontu Rebitu                                                                   | 15'29"60    | Parul Chaudhary                                                          | 15'36"03    |
| 10 000 m piani | Shitaye Habtegebrel                                                         | 31'15"62    | Hitomi Niiya                                                                   | 31'22"63    | Sanjivani Jadhav                                                         | 32'44"96    |
| Corse a ostacoli |                                                                             |             |                                                                                |             |                                                                          |             |
| 100 m ostacoli | Ayako Kimura                                                                | 13"13       | Chen Jiamin                                                                    | 13"24       | Masumi Aoki                                                              | 12"28       |
| 400 m ostacoli | Quách Thị Lan                                                               | 56"10       | Aminat Yusuf Jamal                                                             | 56"39       | Sarita Gayakwad                                                          | 57"22       |
| 3 000 m siepi | Winfred Yavi                                                                | 9'46"18     | Xu Shuangshuang                                                                | 9'51"76     | Tigest Mekonen                                                           | 9'53"96     |
| Salti |                                                                             |             |                                                                                |             |                                                                          |             |
| Salto con l'asta | Li Ling                                                                     | 4,61 m      | Xu Huiqin                                                                      | 4,36 m      | Natalie Uy                                                               | 4,20 m      |
| Salto in alto | Nadiya Dusanova                                                             | 1,90 m      | Nadezhda Dubovitskaya                                                          | 1,88 m      | Svetlana Radzivil                                                        | 1,88 m      |
| Salto in lungo | Lu Minjia                                                                   | 6,38 m      | Ayaka Kora                                                                     | 6,16 m      | Yue Ya Xin                                                               | 6,15 m      |
| Salto triplo | Parinya Chuaimaroeng                                                        | 13,72 m     | Zeng Rui                                                                       | 13,65 m     | Vidusha Lakshani                                                         | 13,53 m     |
| Lanci |                                                                             |             |                                                                                |             |                                                                          |             |
| Getto del peso | Gong Lijiao                                                                 | 19,18 m     | Noora Salem Jasim                                                              | 18,00 m     | Song Jiayuan                                                             | 17,70 m     |
| Lancio del disco | Feng Bin                                                                    | 65,36 m     | Chen Yang                                                                      | 61,87 m     | Subenrat Insaeng                                                         | 58,20 m     |
| Lancio del martello | Wang Zheng                                                                  | 75,66 m     | Luo Na                                                                         | 72,23 m     | Akane Watanabe                                                           | 63,54 m     |
| Lancio del giavellotto | Lü Huihui                                                                   | 65,83 m     | Annu Rani                                                                      | 60,22 m     | Natta Nachan                                                             | 56,01 m     |
| Prove multiple |                                                                             |             |                                                                                |             |                                                                          |             |
| Eptathlon | Ekaterina Voronina                                                          | 6198 p.     | Swapna Barman                                                                  | 5993 p.     | Wang Qingling                                                            | 5829 p.     |
| Staffette |                                                                             |             |                                                                                |             |                                                                          |             |
| 4×100 m | Cina Liang Xiaojing Wei Yongli Kong Lingwei Ge Manqi                        | 42"87       | Kazakistan Rima Kashafutdinova Elina Mikhina Svetlana Golendova Olga Safronova | 43"36       | Bahrein Edidiong Odiong Iman Essa Jassim Hajar Al-Khaldi Salwa Eid Naser | 43"61       |
| 4×400 m | Bahrein Aminat Yusuf Jamal Iman Essa Jassim Zainab Mohammed Salwa Eid Naser | 3'32"10     | India Prachi Machettira Raju Poovamma Sarita Gayakwad Velluva Koroth Vismaya   | 3'32"21     | Giappone Mae Hirosawa Seika Aoyama Konomi Takeishi Yuna Iwata            | 3'34"88     |
| record mondiale; record mondiale stagionale; record asiatico; record dei campionati; record nazionale; record personale; record personale stagionale. |                                                                             |             |                                                                                |             |                                                                          |             |

### Misti
| Specialità | Oro                                                                       | Prestazione | Argento                                                                         | Prestazione | Bronzo                                                             | Prestazione |
| 4×400 m | Bahrein Musa Isah Aminat Yusuf Jamal Salwa Eid Naser Abbas Abubakar Abbas | 3'15"75     | India Mohammad Anas Machettira Raju Poovamma Vismaya Velluvakoroth Arokia Rajiv | 3'16"47     | Giappone Kota Wakabayashi Konomi Takeishi Mayu Inaoka Kentarō Satō | 3'20"29     |
| record mondiale; record mondiale stagionale; record asiatico; record dei campionati; record nazionale; record personale; record personale stagionale. |                                                                           |             |                                                                                 |             |                                                                    |             |

## Medagliere
Legenda
     Paese ospitante
| Posiz. | Nazione       | Oro | Argento | Bronzo | Totale |
| ------ | ------------- | --- | ------- | ------ | ------ |
| 1      | Bahrein       | 11  | 7       | 4      | 22     |
| 2      | Cina          | 10  | 12      | 7      | 29     |
| 3      | Giappone      | 5   | 4       | 9      | 18     |
| 4      | Uzbekistan    | 3   | 0       | 2      | 5      |
| 5      | India         | 2   | 7       | 7      | 16     |
| 6      | Qatar         | 2   | 1       | 3      | 6      |
| 7      | Thailandia    | 2   | 0       | 2      | 4      |
| 8      | Kazakistan    | 1   | 5       | 2      | 8      |
| 9      | Kuwait        | 1   | 3       | 0      | 4      |
| 10     | Taipei cinese | 1   | 2       | 1      | 4      |
| 11     | Iran          | 1   | 1       | 0      | 2      |
| 12     | Filippine     | 1   | 0       | 0      | 1      |
| 13     | Siria         | 1   | 0       | 0      | 1      |
| 13     | Tagikistan    | 1   | 0       | 0      | 1      |
| 13     | Vietnam       | 1   | 0       | 0      | 1      |
| 16     | Indonesia     | 0   | 1       | 0      | 1      |
| 17     | Sri Lanka     | 0   | 0       | 2      | 2      |
| 18     | Hong Kong     | 0   | 0       | 1      | 1      |
| 18     | Giordania     | 0   | 0       | 1      | 1      |
| 18     | Oman          | 0   | 0       | 1      | 1      |
| Totale | Totale        | 43  | 43      | 43     | 129    |